# Saneatsu Mushanokōji
Saneatsu Mushanokōji (武者小路実篤?, Mushanokōji Saneatsu; Tokyo, 12 maggio 1885 – Tokyo, 9 aprile 1976) è stato uno scrittore giapponese.

## Biografia

### Primi anni di vita
Ottavo figlio del visconte Saneyo Mushanokōji, Saneatsu nacque a Kōjimachi, nel quartiere di Tokyo, oggi Chiyoda. La linea familiare Mushanokōji apparteneva al terzo rango dei nobili della corte imperiale fin dal periodo Muromachi. Perse il padre il 27 ottobre 1887, alla tenera età di due anni, e venne cresciuto per lo più dalla madre, che morì il 1º novembre 1928. Si racconta che, durante l'infanzia, avesse diversi problemi nelle composizioni scritte. Affascinato da Tolstoj, era stato introdotto dallo zio per la Bibbia e le opere dell'autore.
Dopo aver frequentato il Gakushūin dalle elementari fino alle superiori, nel 1906 iniziò a studiare letteratura inglese presso la prestigiosa Università imperiale di Tokyo, dove ricevette lezioni dallo scrittore Natsume Sōseki, del quale si considerò sempre un discepolo. Nel 1907, con i compagni di classe Rigen Kinoshita, Naoya Shiga, Takeo Arishima e Kinzaku Ogimachi, costituì un circolo letterario, chiamato il gruppo Jūkokakai. Durante quell'anno decise di lasciare gli studi. Nel 1908 contribuì al lancio della rivista Mochino, facendola circolare tra gli studenti. Nel 1910, come membro chiave e carismatico, insieme agli amici Naoya, Takeo e Ikuma Arishima, collaborò alla pubblicazione della rivista letteraria Shirakaba e fu uno dei pilastri ideologici della corrente letteraria che si diffuse a partire da essa.

### Carriera letteraria
Per mezzo della rivista, cominciò ad allontanarsi dall'ideale di Tolstoj dell'auto-sacrificio e promosse la sua filosofia dell'umanesimo come alternativa all'allora popolare forma di naturalismo. Mentre il suo umanesimo prese in prestito alcuni elementi dal naturalismo, credeva in generale che l'umanità controllasse il proprio destino attraverso l'affermazione della volontà, mentre i naturalisti tendevano a vedere l'individuo come impotente e disperato contro forze che sfuggono al controllo personale. Con lo scoppio della prima guerra mondiale, girò ancora a Tolstoj per ispirazione e per l'ulteriore sviluppo della sua filosofia di umanitarismo. Nel 1916, insieme a Naoya e Sōetsu Yanagi, si trasferì a Chiba, ora parte di Abiko.
Nel 1918, con l'obiettivo filosofico di mettere in pratica una società armonica e idealistica lungo linee vagamente di Tolstoj, fondò il "Nuovo villaggio", un comune utopico quasi-socialista sulle montagne presso la cittadina di Kijōchō, nella prefettura di Miyazaki, isola di Kyūshū. Il comune pubblicò anche una propria omonima rivista letteraria. Nel 1920, durante l'esecuzione del comune, fu molto prolifico nella sua produzione letteraria. Tuttavia, era stanco dell'esperimento sociale e lasciò il villaggio nel 1926. Nel 1938, il villaggio rimase allagato per più di metà a causa della costruzione della diga di Kawabaru. Quindi, nel 1939, lo rifondò ex novo nella cittadina di Moroyama della prefettura di Saitama, a nord di Tokyo. Entrambi questi paesi esistono ancora oggi e, per diventare residente, bisogna avere per legge più di quarant'anni.
Attraverso gli anni trenta e quaranta sbiadì dal mondo letterario. Incoraggiato dal fratello maggiore Kintomo Mushanokōji, che era l'ambasciatore giapponese nella Germania nazista, viaggiò in tutta Europa nel 1936. Nel 1946 venne nominato per un seggio alla Camera dei pari della Dieta del Giappone. Tuttavia, quattro mesi più tardi, venne eliminato dai pubblici uffici da parte delle autorità di occupazione americana, a causa della sua nuova opera per sostenere le azioni del governo giapponese nella seconda guerra mondiale. Nel 1951 ricevette il riconoscimento al merito culturale e divenne un membro dell'accademia delle arti del Giappone nel 1952. Tra i numerosi titoli di cui venne fregiato si ricorda quello di cittadino onorario di Tokyo.

### Morte
Morì di uremia presso l'ospedale della scuola di medicina dell'Università Jikei a Komae, Tokyo. La sua tomba è presso il Chūō Reien nella città di Hachiōji, vicino a Tokyo. La sua casa a Chōfu, Tokyo, dove visse dal 1955 al 1976, è stata trasformata in un museo memoriale.

## Vita privata
Nel febbraio 1913 sposò Fusako Takeo (1892-1990), divorziando il 9 dicembre 1929. Risposatosi con Yasuko Īkawa (1899-1976), ebbe tre figlie: Shinko (1923-1986), Taeko (1925) e Tatsuko (1929-2013).

## Opere rappresentative
- Omedetaki hito (お目出たき人? lett. "Persona di indole buona"), nel 1910;
- Seken shirazu (世間知らず? lett. "Bambino nel bosco"), nel 1912;
- So no imōto (その妹? lett. "Sua sorella"), nel 1915, un gioco che coinvolge una scelta tra l'amore di sé e l'amore per l'umanità;
- Kōfukumono (幸福者? lett. "Un uomo felice"), nel 1919, un romanzo che presenta la sua immagine di essere umano ideale;
- Yūjō (友情? lett. "Amicizia"), nel 1920, un romanzo raffigurante la vittoria dell'umanesimo sull'ego;
- Ningen banzai (人間万歳? lett. "Tre urrà per l'umanità"), nel 1922, un dramma in cui appare il suo idealismo;
- Aru otoko (或る男? lett. "Un certo uomo"), nel 1923, un suo romanzo autobiografico in cui appare il suo idealismo;
- Ninomiya Sontoku (二宮尊徳?), dopo il 1923, un romanzo storico e biografico circa il tecnologo di fattoria e filosofo agricolo del XIX secolo;
- Dai Tōa Senji Jikan (大東亜戦争私観? lett. "Pensieri personali sulla Grande Guerra dell'Asia Orientale"), nel 1942;
- Shinri sensei (真理先生? lett. "Maestro di verità"), nel 1949-1950.

## Nella cultura di massa

### Letteratura
- Maya Mortimer, Meeting the Sensei: The Role of the Master in Shirakaba Writers', Brill Academic Publishers, 2000;
- Kanji Watanabe, Mushanokoji Saneatsu (Jinbutsu shoshi taikei), Kinokuniya Shoten, 1984.